# Comuni della Lombardia

Mappa dei comuni e delle province lombarde

I comuni della Lombardia sono i comuni italiani presenti nella regione Lombardia.

## Elenco comuni
I comuni lombardi sono 1502 e sono così suddivisi (al 1º gennaio 2024):
- 133 nella città metropolitana di Milano
- 243 nella provincia di Bergamo
- 205 nella provincia di Brescia
- 147 nella provincia di Como
- 113 nella provincia di Cremona
- 84 nella provincia di Lecco
- 60 nella provincia di Lodi
- 64 nella provincia di Mantova
- 55 nella provincia di Monza e della Brianza
- 185 nella provincia di Pavia
- 77 nella provincia di Sondrio
- 136 nella provincia di Varese

| Comune                          | Provincia       | Popolazione |
| ------------------------------- | --------------- | ----------- |
| Abbadia Cerreto                 | Lodi            | 297         |
| Abbadia Lariana                 | Lecco           | 3249        |
| Abbiategrasso                   | Milano          | 32733       |
| Acquafredda                     | Brescia         | 1579        |
| Acquanegra Cremonese            | Cremona         | 1302        |
| Acquanegra sul Chiese           | Mantova         | 2996        |
| Adrara San Martino              | Bergamo         | 2161        |
| Adrara San Rocco                | Bergamo         | 836         |
| Adro                            | Brescia         | 7114        |
| Agnadello                       | Cremona         | 3757        |
| Agnosine                        | Brescia         | 1833        |
| Agra                            | Varese          | 379         |
| Agrate Brianza                  | Monza e Brianza | 14770       |
| Aicurzio                        | Monza e Brianza | 2067        |
| Airuno                          | Lecco           | 2979        |
| Alagna                          | Pavia           | 882         |
| Albairate                       | Milano          | 4621        |
| Albano Sant'Alessandro          | Bergamo         | 8029        |
| Albaredo per San Marco          | Sondrio         | 349         |
| Albavilla                       | Como            | 6255        |
| Albese con Cassano              | Como            | 4164        |
| Albiate                         | Monza e Brianza | 6190        |
| Albino                          | Bergamo         | 18087       |
| Albiolo                         | Como            | 2679        |
| Albizzate                       | Varese          | 5292        |
| Albonese                        | Pavia           | 565         |
| Albosaggia                      | Sondrio         | 3146        |
| Albuzzano                       | Pavia           | 3355        |
| Alfianello                      | Brescia         | 2451        |
| Algua                           | Bergamo         | 721         |
| Almè                            | Bergamo         | 5665        |
| Almenno San Bartolomeo          | Bergamo         | 6030        |
| Almenno San Salvatore           | Bergamo         | 5831        |
| Alserio                         | Como            | 1176        |
| Alta Valle Intelvi              | Como            | 2835        |
| Alzano Lombardo                 | Bergamo         | 13591       |
| Alzate Brianza                  | Como            | 5019        |
| Ambivere                        | Bergamo         | 2354        |
| Andalo Valtellino               | Sondrio         | 552         |
| Anfo                            | Brescia         | 472         |
| Angera                          | Varese          | 5622        |
| Angolo Terme                    | Brescia         | 2503        |
| Annicco                         | Cremona         | 2075        |
| Annone di Brianza               | Lecco           | 2292        |
| Antegnate                       | Bergamo         | 3107        |
| Anzano del Parco                | Como            | 1757        |
| Appiano Gentile                 | Como            | 7718        |
| Aprica                          | Sondrio         | 1588        |
| Arcene                          | Bergamo         | 4731        |
| Arcisate                        | Varese          | 9850        |
| Arconate                        | Milano          | 6524        |
| Arcore                          | Monza e Brianza | 17285       |
| Ardenno                         | Sondrio         | 3270        |
| Ardesio                         | Bergamo         | 3632        |
| Arena Po                        | Pavia           | 1625        |
| Arese                           | Milano          | 19138       |
| Argegno                         | Como            | 667         |
| Arluno                          | Milano          | 11495       |
| Arosio                          | Como            | 4987        |
| Arsago Seprio                   | Varese          | 4845        |
| Artogne                         | Brescia         | 3571        |
| Arzago d'Adda                   | Bergamo         | 2760        |
| Asola                           | Mantova         | 10077       |
| Assago                          | Milano          | 8124        |
| Asso                            | Como            | 3625        |
| Averara                         | Bergamo         | 182         |
| Aviatico                        | Bergamo         | 517         |
| Azzanello                       | Cremona         | 717         |
| Azzano Mella                    | Brescia         | 2969        |
| Azzano San Paolo                | Bergamo         | 7597        |
| Azzate                          | Varese          | 4554        |
| Azzio                           | Varese          | 802         |
| Azzone                          | Bergamo         | 433         |
| Badia Pavese                    | Pavia           | 402         |
| Bagnaria                        | Pavia           | 675         |
| Bagnatica                       | Bergamo         | 4154        |
| Bagnolo Cremasco                | Cremona         | 4788        |
| Bagnolo Mella                   | Brescia         | 12692       |
| Bagnolo San Vito                | Mantova         | 5874        |
| Bagolino                        | Brescia         | 3940        |
| Ballabio                        | Lecco           | 4018        |
| Baranzate                       | Milano          | 10779       |
| Barasso                         | Varese          | 1710        |
| Barbariga                       | Brescia         | 2388        |
| Barbata                         | Bergamo         | 698         |
| Barbianello                     | Pavia           | 890         |
| Bardello con Malgesso e Bregano | Varese          | 3687        |
| Bareggio                        | Milano          | 17035       |
| Barghe                          | Brescia         | 1188        |
| Bariano                         | Bergamo         | 4350        |
| Barlassina                      | Monza e Brianza | 6826        |
| Barni                           | Como            | 597         |
| Barzago                         | Lecco           | 2577        |
| Barzana                         | Bergamo         | 1790        |
| Barzanò                         | Lecco           | 5171        |
| Barzio                          | Lecco           | 1297        |
| Bascapè                         | Pavia           | 1715        |
| Basiano                         | Milano          | 3639        |
| Basiglio                        | Milano          | 7567        |
| Bassano Bresciano               | Brescia         | 2224        |
| Bastida Pancarana               | Pavia           | 1032        |
| Battuda                         | Pavia           | 582         |
| Bedero Valcuvia                 | Varese          | 667         |
| Bedizzole                       | Brescia         | 11816       |
| Bedulita                        | Bergamo         | 723         |
| Belgioioso                      | Pavia           | 6287        |
| Bellagio                        | Como            | 3796        |
| Bellano                         | Lecco           | 3583        |
| Bellinzago Lombardo             | Milano          | 3810        |
| Bellusco                        | Monza e Brianza | 7212        |
| Bema                            | Sondrio         | 130         |
| Bene Lario                      | Como            | 342         |
| Berbenno                        | Bergamo         | 2442        |
| Berbenno di Valtellina          | Sondrio         | 4308        |
| Beregazzo con Figliaro          | Como            | 2577        |
| Bereguardo                      | Pavia           | 2775        |
| Bergamo                         | Bergamo         | 120569      |
| Berlingo                        | Brescia         | 2582        |
| Bernareggio                     | Monza e Brianza | 10555       |
| Bernate Ticino                  | Milano          | 3071        |
| Bertonico                       | Lodi            | 1168        |
| Berzo Demo                      | Brescia         | 1720        |
| Berzo Inferiore                 | Brescia         | 2456        |
| Berzo San Fermo                 | Bergamo         | 1298        |
| Besana in Brianza               | Monza e Brianza | 15510       |
| Besano                          | Varese          | 2603        |
| Besate                          | Milano          | 2022        |
| Besnate                         | Varese          | 5464        |
| Besozzo                         | Varese          | 8994        |
| Biandronno                      | Varese          | 3285        |
| Bianzano                        | Bergamo         | 605         |
| Bianzone                        | Sondrio         | 1273        |
| Biassono                        | Monza e Brianza | 11697       |
| Bienno                          | Brescia         | 3958        |
| Binago                          | Como            | 4776        |
| Binasco                         | Milano          | 7158        |
| Bione                           | Brescia         | 1471        |
| Bisuschio                       | Varese          | 4267        |
| Bizzarone                       | Como            | 1517        |
| Blello                          | Bergamo         | 76          |
| Blessagno                       | Como            | 284         |
| Blevio                          | Como            | 1185        |
| Bodio Lomnago                   | Varese          | 2119        |
| Boffalora d'Adda                | Lodi            | 1705        |
| Boffalora sopra Ticino          | Milano          | 4195        |
| Bolgare                         | Bergamo         | 5760        |
| Bollate                         | Milano          | 36357       |
| Boltiere                        | Bergamo         | 5814        |
| Bonate Sopra                    | Bergamo         | 8920        |
| Bonate Sotto                    | Bergamo         | 6455        |
| Bonemerse                       | Cremona         | 1485        |
| Bordolano                       | Cremona         | 621         |
| Borgarello                      | Pavia           | 2659        |
| Borghetto Lodigiano             | Lodi            | 4379        |
| Borgo di Terzo                  | Bergamo         | 1090        |
| Borgo Priolo                    | Pavia           | 1382        |
| Borgo San Giacomo               | Brescia         | 5496        |
| Borgo San Giovanni              | Lodi            | 2213        |
| Borgo San Siro                  | Pavia           | 1035        |
| Borgocarbonara                  | Mantova         | 2 123       |
| Borgo Mantovano                 | Mantova         | 5619        |
| Borgoratto Mormorolo            | Pavia           | 423         |
| Borgosatollo                    | Brescia         | 9094        |
| Borgo Virgilio                  | Mantova         | 14400       |
| Bormio                          | Sondrio         | 4036        |
| Bornasco                        | Pavia           | 2589        |
| Borno                           | Brescia         | 2630        |
| Bosisio Parini                  | Lecco           | 3504        |
| Bosnasco                        | Pavia           | 633         |
| Bossico                         | Bergamo         | 969         |
| Bottanuco                       | Bergamo         | 5176        |
| Botticino                       | Brescia         | 10788       |
| Bovegno                         | Brescia         | 2269        |
| Bovezzo                         | Brescia         | 7483        |
| Bovisio Masciago                | Monza e Brianza | 16596       |
| Bozzolo                         | Mantova         | 4181        |
| Bracca                          | Bergamo         | 749         |
| Brallo di Pregola               | Pavia           | 689         |
| Brandico                        | Brescia         | 1611        |
| Branzi                          | Bergamo         | 732         |
| Braone                          | Brescia         | 657         |
| Brebbia                         | Varese          | 3362        |
| Bregnano                        | Como            | 6229        |
| Brembate                        | Bergamo         | 8293        |
| Brembate di Sopra               | Bergamo         | 7771        |
| Brembio                         | Lodi            | 2647        |
| Breme                           | Pavia           | 853         |
| Brenna                          | Como            | 2011        |
| Breno                           | Brescia         | 4920        |
| Brenta                          | Varese          | 1798        |
| Brescia                         | Brescia         | 199784      |
| Bressana Bottarone              | Pavia           | 3535        |
| Bresso                          | Milano          | 26442       |
| Brezzo di Bedero                | Varese          | 1185        |
| Brienno                         | Como            | 402         |
| Brignano Gera d'Adda            | Bergamo         | 5937        |
| Brinzio                         | Varese          | 873         |
| Brione                          | Brescia         | 685         |
| Briosco                         | Monza e Brianza | 5966        |
| Brissago-Valtravaglia           | Varese          | 1250        |
| Brivio                          | Lecco           | 4686        |
| Broni                           | Pavia           | 9073        |
| Brugherio                       | Monza e Brianza | 35408       |
| Brumano                         | Bergamo         | 95          |
| Brunate                         | Como            | 1766        |
| Brunello                        | Varese          | 1030        |
| Brusaporto                      | Bergamo         | 5393        |
| Brusimpiano                     | Varese          | 1208        |
| Bubbiano                        | Milano          | 2215        |
| Buccinasco                      | Milano          | 26684       |
| Buglio in Monte                 | Sondrio         | 2091        |
| Buguggiate                      | Varese          | 3115        |
| Bulciago                        | Lecco           | 2948        |
| Bulgarograsso                   | Como            | 3883        |
| Burago di Molgora               | Monza e Brianza | 4240        |
| Buscate                         | Milano          | 4751        |
| Busnago                         | Monza e Brianza | 6413        |
| Bussero                         | Milano          | 8532        |
| Busto Arsizio                   | Varese          | 83784       |
| Busto Garolfo                   | Milano          | 13479       |
| Cabiate                         | Como            | 7412        |
| Cadegliano Viconago             | Varese          | 1867        |
| Cadorago                        | Como            | 7631        |
| Cadrezzate con Osmate           | Varese          | 2590        |
| Caglio                          | Como            | 430         |
| Caino                           | Brescia         | 2079        |
| Caiolo                          | Sondrio         | 1035        |
| Cairate                         | Varese          | 7830        |
| Calcinate                       | Bergamo         | 5782        |
| Calcinato                       | Brescia         | 12599       |
| Calcio                          | Bergamo         | 5336        |
| Calco                           | Lecco           | 5113        |
| Calolziocorte                   | Lecco           | 14009       |
| Calusco d'Adda                  | Bergamo         | 8233        |
| Calvagese della Riviera         | Brescia         | 3461        |
| Calvatone                       | Cremona         | 1260        |
| Calvenzano                      | Bergamo         | 4061        |
| Calvignano                      | Pavia           | 128         |
| Calvignasco                     | Milano          | 1182        |
| Calvisano                       | Brescia         | 8537        |
| Cambiago                        | Milano          | 6508        |
| Camerata Cornello               | Bergamo         | 627         |
| Camisano                        | Cremona         | 1303        |
| Campagnola Cremasca             | Cremona         | 683         |
| Camparada                       | Monza e Brianza | 2074        |
| Campione d'Italia               | Como            | 2158        |
| Campodolcino                    | Sondrio         | 1037        |
| Campospinoso Albaredo           | Pavia           | 990         |
| Candia Lomellina                | Pavia           | 1636        |
| Canegrate                       | Milano          | 12438       |
| Canneto Pavese                  | Pavia           | 1423        |
| Canneto sull'Oglio              | Mantova         | 4511        |
| Canonica d'Adda                 | Bergamo         | 4207        |
| Cantello                        | Varese          | 4569        |
| Cantù                           | Como            | 40244       |
| Canzo                           | Como            | 5109        |
| Capergnanica                    | Cremona         | 2095        |
| Capiago Intimiano               | Como            | 5525        |
| Capizzone                       | Bergamo         | 1301        |
| Capo di Ponte                   | Brescia         | 2509        |
| Caponago                        | Monza e Brianza | 5226        |
| Capovalle                       | Brescia         | 388         |
| Cappella Cantone                | Cremona         | 577         |
| Cappella de' Picenardi          | Cremona         | 439         |
| Capralba                        | Cremona         | 2452        |
| Capriano del Colle              | Brescia         | 4553        |
| Capriate San Gervasio           | Bergamo         | 7777        |
| Caprino Bergamasco              | Bergamo         | 3127        |
| Capriolo                        | Brescia         | 9115        |
| Carate Brianza                  | Monza e Brianza | 17684       |
| Carate Urio                     | Como            | 1216        |
| Caravaggio                      | Bergamo         | 15882       |
| Caravate                        | Varese          | 2612        |
| Carbonara al Ticino             | Pavia           | 1516        |
| Carbonate                       | Como            | 2905        |
| Cardano al Campo                | Varese          | 14136       |
| Carenno                         | Lecco           | 1496        |
| Carimate                        | Como            | 4327        |
| Carlazzo                        | Como            | 2972        |
| Carnago                         | Varese          | 6502        |
| Carnate                         | Monza e Brianza | 7177        |
| Carobbio degli Angeli           | Bergamo         | 4549        |
| Carona                          | Bergamo         | 359         |
| Caronno Pertusella              | Varese          | 16397       |
| Caronno Varesino                | Varese          | 4940        |
| Carpenedolo                     | Brescia         | 12649       |
| Carpiano                        | Milano          | 3976        |
| Carugate                        | Milano          | 14175       |
| Carugo                          | Como            | 6243        |
| Carvico                         | Bergamo         | 4666        |
| Casalbuttano ed Uniti           | Cremona         | 4103        |
| Casale Cremasco-Vidolasco       | Cremona         | 1826        |
| Casale Litta                    | Varese          | 2652        |
| Casaletto Ceredano              | Cremona         | 1180        |
| Casaletto di Sopra              | Cremona         | 548         |
| Casaletto Lodigiano             | Lodi            | 2779        |
| Casaletto Vaprio                | Cremona         | 1761        |
| Casalmaggiore                   | Cremona         | 15111       |
| Casalmaiocco                    | Lodi            | 3069        |
| Casalmorano                     | Cremona         | 1680        |
| Casalmoro                       | Mantova         | 2204        |
| Casaloldo                       | Mantova         | 2621        |
| Casalpusterlengo                | Lodi            | 14852       |
| Casalromano                     | Mantova         | 1551        |
| Casalzuigno                     | Varese          | 1304        |
| Casanova Lonati                 | Pavia           | 483         |
| Casargo                         | Lecco           | 849         |
| Casarile                        | Milano          | 3867        |
| Casatenovo                      | Lecco           | 12664       |
| Casatisma                       | Pavia           | 895         |
| Casazza                         | Bergamo         | 4021        |
| Casciago                        | Varese          | 3865        |
| Casei Gerola                    | Pavia           | 2500        |
| Caselle Landi                   | Lodi            | 1652        |
| Caselle Lurani                  | Lodi            | 3100        |
| Casirate d'Adda                 | Bergamo         | 3894        |
| Caslino d'Erba                  | Como            | 1692        |
| Casnate con Bernate             | Como            | 4915        |
| Casnigo                         | Bergamo         | 3334        |
| Casorate Primo                  | Pavia           | 8480        |
| Casorate Sempione               | Varese          | 5726        |
| Casorezzo                       | Milano          | 5355        |
| Caspoggio                       | Sondrio         | 1500        |
| Cassago Brianza                 | Lecco           | 4406        |
| Cassano d'Adda                  | Milano          | 18552       |
| Cassano Magnago                 | Varese          | 21328       |
| Cassano Valcuvia                | Varese          | 665         |
| Cassiglio                       | Bergamo         | 122         |
| Cassina de' Pecchi              | Milano          | 13206       |
| Cassina Rizzardi                | Como            | 3175        |
| Cassina Valsassina              | Lecco           | 470         |
| Cassinetta di Lugagnano         | Milano          | 1884        |
| Cassolnovo                      | Pavia           | 6940        |
| Castana                         | Pavia           | 744         |
| Castano Primo                   | Milano          | 10990       |
| Casteggio                       | Pavia           | 6836        |
| Castegnato                      | Brescia         | 8031        |
| Castel d'Ario                   | Mantova         | 4787        |
| Castel Gabbiano                 | Cremona         | 455         |
| Castel Goffredo                 | Mantova         | 12065       |
| Castel Mella                    | Brescia         | 10840       |
| Castel Rozzone                  | Bergamo         | 2896        |
| Castelbelforte                  | Mantova         | 3069        |
| Castelcovati                    | Brescia         | 6593        |
| Casteldidone                    | Cremona         | 576         |
| Castelgerundo                   | Lodi            | 1520        |
| Castellanza                     | Varese          | 14244       |
| Castelleone                     | Cremona         | 9506        |
| Castelletto di Branduzzo        | Pavia           | 1037        |
| Castelli Calepio                | Bergamo         | 9612        |
| Castello Cabiaglio              | Varese          | 530         |
| Castello d'Agogna               | Pavia           | 1091        |
| Castello dell'Acqua             | Sondrio         | 643         |
| Castello di Brianza             | Lecco           | 2475        |
| Castellucchio                   | Mantova         | 5205        |
| Castelmarte                     | Como            | 1286        |
| Castelnovetto                   | Pavia           | 624         |
| Castelnuovo Bocca d'Adda        | Lodi            | 1700        |
| Castelnuovo Bozzente            | Como            | 889         |
| Castelseprio                    | Varese          | 1281        |
| Castelveccana                   | Varese          | 2000        |
| Castelverde                     | Cremona         | 5651        |
| Castelvisconti                  | Cremona         | 330         |
| Castenedolo                     | Brescia         | 11160       |
| Castiglione d'Adda              | Lodi            | 4818        |
| Castiglione delle Stiviere      | Mantova         | 23933       |
| Castiglione Olona               | Varese          | 7836        |
| Castione Andevenno              | Sondrio         | 1562        |
| Castione della Presolana        | Bergamo         | 3455        |
| Castiraga Vidardo               | Lodi            | 2624        |
| Casto                           | Brescia         | 1864        |
| Castrezzato                     | Brescia         | 7083        |
| Castro                          | Bergamo         | 1383        |
| Castronno                       | Varese          | 5248        |
| Cava Manara                     | Pavia           | 6586        |
| Cavargna                        | Como            | 242         |
| Cavaria con Premezzo            | Varese          | 5713        |
| Cavenago d'Adda                 | Lodi            | 2259        |
| Cavenago di Brianza             | Monza e Brianza | 6883        |
| Cavernago                       | Bergamo         | 2508        |
| Cavriana                        | Mantova         | 3911        |
| Cazzago Brabbia                 | Varese          | 828         |
| Cazzago San Martino             | Brescia         | 10959       |
| Cazzano Sant'Andrea             | Bergamo         | 1594        |
| Cecima                          | Pavia           | 233         |
| Cedegolo                        | Brescia         | 1246        |
| Cedrasco                        | Sondrio         | 455         |
| Cella Dati                      | Cremona         | 553         |
| Cellatica                       | Brescia         | 4945        |
| Cenate Sopra                    | Bergamo         | 2505        |
| Cenate Sotto                    | Bergamo         | 3494        |
| Cene                            | Bergamo         | 4229        |
| Centro Valle Intelvi            | Como            | 3227        |
| Cerano d'Intelvi                | Como            | 536         |
| Ceranova                        | Pavia           | 1894        |
| Cercino                         | Sondrio         | 754         |
| Ceresara                        | Mantova         | 2712        |
| Cerete                          | Bergamo         | 1646        |
| Ceretto Lomellina               | Pavia           | 205         |
| Cergnago                        | Pavia           | 754         |
| Ceriano Laghetto                | Monza e Brianza | 6324        |
| Cermenate                       | Como            | 9023        |
| Cernobbio                       | Como            | 6830        |
| Cernusco Lombardone             | Lecco           | 3851        |
| Cernusco sul Naviglio           | Milano          | 34894       |
| Cerro al Lambro                 | Milano          | 4956        |
| Cerro Maggiore                  | Milano          | 14735       |
| Certosa di Pavia                | Pavia           | 5004        |
| Cerveno                         | Brescia         | 663         |
| Cervesina                       | Pavia           | 1224        |
| Cervignano d'Adda               | Lodi            | 2119        |
| Cesana Brianza                  | Lecco           | 2348        |
| Cesano Boscone                  | Milano          | 23415       |
| Cesano Maderno                  | Monza e Brianza | 39614       |
| Cesate                          | Milano          | 13858       |
| Ceto                            | Brescia         | 1950        |
| Cevo                            | Brescia         | 930         |
| Chiari                          | Brescia         | 18391       |
| Chiavenna                       | Sondrio         | 7297        |
| Chiesa in Valmalenco            | Sondrio         | 2591        |
| Chieve                          | Cremona         | 2240        |
| Chignolo d'Isola                | Bergamo         | 3214        |
| Chignolo Po                     | Pavia           | 3992        |
| Chiuduno                        | Bergamo         | 5852        |
| Chiuro                          | Sondrio         | 2524        |
| Cicognolo                       | Cremona         | 955         |
| Cigognola                       | Pavia           | 1363        |
| Cigole                          | Brescia         | 1619        |
| Cilavegna                       | Pavia           | 5656        |
| Cimbergo                        | Brescia         | 562         |
| Cingia de' Botti                | Cremona         | 1371        |
| Cinisello Balsamo               | Milano          | 75053       |
| Cino                            | Sondrio         | 373         |
| Cirimido                        | Como            | 2109        |
| Cisano Bergamasco               | Bergamo         | 6268        |
| Ciserano                        | Bergamo         | 5688        |
| Cislago                         | Varese          | 9984        |
| Cisliano                        | Milano          | 4263        |
| Cittiglio                       | Varese          | 3972        |
| Civate                          | Lecco           | 4019        |
| Cividate al Piano               | Bergamo         | 5157        |
| Cividate Camuno                 | Brescia         | 2762        |
| Civo                            | Sondrio         | 1114        |
| Claino con Osteno               | Como            | 543         |
| Clivio                          | Varese          | 1942        |
| Clusone                         | Bergamo         | 8678        |
| Coccaglio                       | Brescia         | 8469        |
| Cocquio-Trevisago               | Varese          | 4756        |
| Codevilla                       | Pavia           | 1000        |
| Codogno                         | Lodi            | 15371       |
| Cogliate                        | Monza e Brianza | 8450        |
| Colere                          | Bergamo         | 1137        |
| Colico                          | Lecco           | 7473        |
| Colle Brianza                   | Lecco           | 1736        |
| Collebeato                      | Brescia         | 4698        |
| Colli Verdi                     | Pavia           | 1 156       |
| Collio                          | Brescia         | 2227        |
| Cologne                         | Brescia         | 7534        |
| Cologno al Serio                | Bergamo         | 10596       |
| Cologno Monzese                 | Milano          | 47088       |
| Colonno                         | Como            | 529         |
| Colorina                        | Sondrio         | 1460        |
| Colturano                       | Milano          | 1952        |
| Colverde                        | Como            | 5234        |
| Colzate                         | Bergamo         | 1664        |
| Comabbio                        | Varese          | 1194        |
| Comazzo                         | Lodi            | 2183        |
| Comerio                         | Varese          | 2616        |
| Comezzano-Cizzago               | Brescia         | 3717        |
| Commessaggio                    | Mantova         | 1169        |
| Como                            | Como            | 83377       |
| Comun Nuovo                     | Bergamo         | 4163        |
| Concesio                        | Brescia         | 14813       |
| Concorezzo                      | Monza e Brianza | 15193       |
| Confienza                       | Pavia           | 1671        |
| Copiano                         | Pavia           | 1794        |
| Corana                          | Pavia           | 798         |
| Corbetta                        | Milano          | 17460       |
| Cormano                         | Milano          | 20701       |
| Corna Imagna                    | Bergamo         | 953         |
| Cornalba                        | Bergamo         | 301         |
| Cornale                         | Pavia           | 895         |
| Cornaredo                       | Milano          | 20666       |
| Cornate d'Adda                  | Monza e Brianza | 10363       |
| Cornegliano Laudense            | Lodi            | 2838        |
| Corno Giovine                   | Lodi            | 1193        |
| Cornovecchio                    | Lodi            | 226         |
| Correzzana                      | Monza e Brianza | 2657        |
| Corrido                         | Como            | 841         |
| Corsico                         | Milano          | 34697       |
| Corte de' Cortesi con Cignone   | Cremona         | 1123        |
| Corte de' Frati                 | Cremona         | 1423        |
| Corte Franca                    | Brescia         | 7078        |
| Corte Palasio                   | Lodi            | 1550        |
| Corteno Golgi                   | Brescia         | 2015        |
| Cortenova                       | Lecco           | 1265        |
| Cortenuova                      | Bergamo         | 1942        |
| Corteolona e Genzone            | Pavia           | 2490        |
| Corvino San Quirico             | Pavia           | 1034        |
| Corzano                         | Brescia         | 1397        |
| Cosio Valtellino                | Sondrio         | 5400        |
| Costa de' Nobili                | Pavia           | 351         |
| Costa di Mezzate                | Bergamo         | 3271        |
| Costa Masnaga                   | Lecco           | 4751        |
| Costa Serina                    | Bergamo         | 973         |
| Costa Valle Imagna              | Bergamo         | 620         |
| Costa Volpino                   | Bergamo         | 9194        |
| Covo                            | Bergamo         | 4066        |
| Cozzo                           | Pavia           | 371         |
| Crandola Valsassina             | Lecco           | 273         |
| Credaro                         | Bergamo         | 3336        |
| Credera Rubbiano                | Cremona         | 1645        |
| Crema                           | Cremona         | 33961       |
| Cremella                        | Lecco           | 1762        |
| Cremenaga                       | Varese          | 768         |
| Cremeno                         | Lecco           | 1438        |
| Cremia                          | Como            | 709         |
| Cremona                         | Cremona         | 71072       |
| Cremosano                       | Cremona         | 1580        |
| Crespiatica                     | Lodi            | 2137        |
| Crosio della Valle              | Varese          | 611         |
| Crotta d'Adda                   | Cremona         | 654         |
| Cuasso al Monte                 | Varese          | 3604        |
| Cucciago                        | Como            | 3450        |
| Cuggiono                        | Milano          | 8142        |
| Cugliate-Fabiasco               | Varese          | 3074        |
| Cumignano sul Naviglio          | Cremona         | 447         |
| Cunardo                         | Varese          | 2887        |
| Cura Carpignano                 | Pavia           | 4371        |
| Curiglia con Monteviasco        | Varese          | 190         |
| Curno                           | Bergamo         | 7635        |
| Curtatone                       | Mantova         | 14570       |
| Cusago                          | Milano          | 3597        |
| Cusano Milanino                 | Milano          | 18905       |
| Cusino                          | Como            | 238         |
| Cusio                           | Bergamo         | 252         |
| Cuveglio                        | Varese          | 3397        |
| Cuvio                           | Varese          | 1698        |
| Dairago                         | Milano          | 5862        |
| Dalmine                         | Bergamo         | 22881       |
| Darfo Boario Terme              | Brescia         | 15524       |
| Daverio                         | Varese          | 3075        |
| Dazio                           | Sondrio         | 424         |
| Delebio                         | Sondrio         | 3173        |
| Dello                           | Brescia         | 5576        |
| Derovere                        | Cremona         | 310         |
| Dervio                          | Lecco           | 2681        |
| Desenzano del Garda             | Brescia         | 29242       |
| Desio                           | Monza e Brianza | 40215       |
| Dizzasco                        | Como            | 565         |
| Dolzago                         | Lecco           | 2307        |
| Domaso                          | Como            | 1455        |
| Dongo                           | Como            | 3489        |
| Dorio                           | Lecco           | 337         |
| Dorno                           | Pavia           | 4584        |
| Dosolo                          | Mantova         | 3385        |
| Dossena                         | Bergamo         | 962         |
| Dosso del Liro                  | Como            | 275         |
| Dovera                          | Cremona         | 3865        |
| Dresano                         | Milano          | 3023        |
| Dubino                          | Sondrio         | 3551        |
| Dumenza                         | Varese          | 1433        |
| Duno                            | Varese          | 159         |
| Edolo                           | Brescia         | 4509        |
| Ello                            | Lecco           | 1242        |
| Endine Gaiano                   | Bergamo         | 3519        |
| Entratico                       | Bergamo         | 1878        |
| Erba                            | Como            | 16503       |
| Erbusco                         | Brescia         | 8286        |
| Erve                            | Lecco           | 764         |
| Esine                           | Brescia         | 5351        |
| Esino Lario                     | Lecco           | 750         |
| Eupilio                         | Como            | 2769        |
| Faedo Valtellino                | Sondrio         | 545         |
| Faggeto Lario                   | Como            | 1235        |
| Fagnano Olona                   | Varese          | 12141       |
| Faloppio                        | Como            | 4274        |
| Fara Gera d'Adda                | Bergamo         | 7913        |
| Fara Olivana con Sola           | Bergamo         | 1268        |
| Fenegrò                         | Como            | 3147        |
| Ferno                           | Varese          | 6786        |
| Ferrera di Varese               | Varese          | 693         |
| Ferrera Erbognone               | Pavia           | 1121        |
| Fiesco                          | Cremona         | 1200        |
| Fiesse                          | Brescia         | 2175        |
| Figino Serenza                  | Como            | 5226        |
| Filago                          | Bergamo         | 3176        |
| Filighera                       | Pavia           | 849         |
| Fino del Monte                  | Bergamo         | 1131        |
| Fino Mornasco                   | Como            | 9569        |
| Fiorano al Serio                | Bergamo         | 3071        |
| Flero                           | Brescia         | 8440        |
| Fombio                          | Lodi            | 2288        |
| Fontanella                      | Bergamo         | 4339        |
| Fonteno                         | Bergamo         | 685         |
| Foppolo                         | Bergamo         | 202         |
| Forcola                         | Sondrio         | 835         |
| Foresto Sparso                  | Bergamo         | 3153        |
| Formigara                       | Cremona         | 1116        |
| Fornovo San Giovanni            | Bergamo         | 3319        |
| Fortunago                       | Pavia           | 383         |
| Frascarolo                      | Pavia           | 1214        |
| Fuipiano Valle Imagna           | Bergamo         | 221         |
| Fusine                          | Sondrio         | 611         |
| Gabbioneta-Binanuova            | Cremona         | 899         |
| Gadesco-Pieve Delmona           | Cremona         | 2015        |
| Gaggiano                        | Milano          | 8933        |
| Galbiate                        | Lecco           | 8587        |
| Galgagnano                      | Lodi            | 1208        |
| Gallarate                       | Varese          | 52468       |
| Galliate Lombardo               | Varese          | 982         |
| Galliavola                      | Pavia           | 213         |
| Gambara                         | Brescia         | 4697        |
| Gambarana                       | Pavia           | 242         |
| Gambolò                         | Pavia           | 9779        |
| Gandellino                      | Bergamo         | 1046        |
| Gandino                         | Bergamo         | 5576        |
| Gandosso                        | Bergamo         | 1502        |
| Garbagnate Milanese             | Milano          | 27054       |
| Garbagnate Monastero            | Lecco           | 2430        |
| Gardone Riviera                 | Brescia         | 2713        |
| Gardone Val Trompia             | Brescia         | 11700       |
| Gargnano                        | Brescia         | 3033        |
| Garlasco                        | Pavia           | 9791        |
| Garlate                         | Lecco           | 2617        |
| Garzeno                         | Como            | 852         |
| Gavardo                         | Brescia         | 11686       |
| Gaverina Terme                  | Bergamo         | 871         |
| Gavirate                        | Varese          | 9209        |
| Gazoldo degli Ippoliti          | Mantova         | 2968        |
| Gazzada Schianno                | Varese          | 4644        |
| Gazzaniga                       | Bergamo         | 5160        |
| Gazzuolo                        | Mantova         | 2392        |
| Gemonio                         | Varese          | 2883        |
| Genivolta                       | Cremona         | 1178        |
| Gera Lario                      | Como            | 1016        |
| Gerenzago                       | Pavia           | 1386        |
| Gerenzano                       | Varese          | 10411       |
| Germignaga                      | Varese          | 3724        |
| Gerola Alta                     | Sondrio         | 189         |
| Gerre de' Caprioli              | Cremona         | 1283        |
| Gessate                         | Milano          | 8664        |
| Ghedi                           | Brescia         | 18321       |
| Ghisalba                        | Bergamo         | 5923        |
| Gianico                         | Brescia         | 2196        |
| Giussago                        | Pavia           | 5049        |
| Giussano                        | Monza e Brianza | 26266       |
| Godiasco Salice Terme           | Pavia           | 3130        |
| Goito                           | Mantova         | 10289       |
| Golasecca                       | Varese          | 2653        |
| Golferenzo                      | Pavia           | 206         |
| Gombito                         | Cremona         | 636         |
| Gonzaga                         | Mantova         | 9138        |
| Gordona                         | Sondrio         | 1903        |
| Gorgonzola                      | Milano          | 21269       |
| Gorla Maggiore                  | Varese          | 5081        |
| Gorla Minore                    | Varese          | 8398        |
| Gorlago                         | Bergamo         | 5028        |
| Gorle                           | Bergamo         | 6445        |
| Gornate Olona                   | Varese          | 2227        |
| Gorno                           | Bergamo         | 1636        |
| Gottolengo                      | Brescia         | 5238        |
| Graffignana                     | Lodi            | 2604        |
| Grandate                        | Como            | 2862        |
| Grandola ed Uniti               | Como            | 1313        |
| Grantola                        | Varese          | 1271        |
| Grassobbio                      | Bergamo         | 6345        |
| Gravedona ed Uniti              | Como            | 4209        |
| Gravellona Lomellina            | Pavia           | 2688        |
| Grezzago                        | Milano          | 2842        |
| Griante                         | Como            | 623         |
| Gromo                           | Bergamo         | 1239        |
| Grone                           | Bergamo         | 913         |
| Grontardo                       | Cremona         | 1469        |
| Gropello Cairoli                | Pavia           | 4592        |
| Grosio                          | Sondrio         | 4619        |
| Grosotto                        | Sondrio         | 1615        |
| Grumello Cremonese ed Uniti     | Cremona         | 1873        |
| Grumello del Monte              | Bergamo         | 7228        |
| Guanzate                        | Como            | 5705        |
| Guardamiglio                    | Lodi            | 2687        |
| Gudo Visconti                   | Milano          | 1711        |
| Guidizzolo                      | Mantova         | 6147        |
| Gussago                         | Brescia         | 16403       |
| Gussola                         | Cremona         | 2873        |
| Idro                            | Brescia         | 1892        |
| Imbersago                       | Lecco           | 2408        |
| Inarzo                          | Varese          | 1073        |
| Incudine                        | Brescia         | 403         |
| Induno Olona                    | Varese          | 10336       |
| Introbio                        | Lecco           | 2003        |
| Inverigo                        | Como            | 8926        |
| Inverno e Monteleone            | Pavia           | 1390        |
| Inveruno                        | Milano          | 8609        |
| Inzago                          | Milano          | 10540       |
| Irma                            | Brescia         | 147         |
| Iseo                            | Brescia         | 9100        |
| Isola di Fondra                 | Bergamo         | 192         |
| Isola Dovarese                  | Cremona         | 1231        |
| Isorella                        | Brescia         | 4091        |
| Ispra                           | Varese          | 5178        |
| Isso                            | Bergamo         | 660         |
| Izano                           | Cremona         | 2068        |
| Jerago con Orago                | Varese          | 5084        |
| La Valletta Brianza             | Lecco           | 4676        |
| Lacchiarella                    | Milano          | 8390        |
| Laglio                          | Como            | 917         |
| Lainate                         | Milano          | 25054       |
| Laino                           | Como            | 517         |
| Lallio                          | Bergamo         | 4124        |
| Lambrugo                        | Como            | 2469        |
| Landriano                       | Pavia           | 5917        |
| Langosco                        | Pavia           | 436         |
| Lanzada                         | Sondrio         | 1372        |
| Lardirago                       | Pavia           | 1200        |
| Lasnigo                         | Como            | 462         |
| Lavena Ponte Tresa              | Varese          | 5414        |
| Laveno-Mombello                 | Varese          | 8905        |
| Lavenone                        | Brescia         | 607         |
| Lazzate                         | Monza e Brianza | 7603        |
| Lecco                           | Lecco           | 47251       |
| Leffe                           | Bergamo         | 4671        |
| Leggiuno                        | Varese          | 3571        |
| Legnano                         | Milano          | 60546       |
| Lenna                           | Bergamo         | 641         |
| Leno                            | Brescia         | 14364       |
| Lentate sul Seveso              | Monza e Brianza | 15486       |
| Lesmo                           | Monza e Brianza | 8094        |
| Levate                          | Bergamo         | 3802        |
| Lezzeno                         | Como            | 2052        |
| Lierna                          | Lecco           | 2232        |
| Limbiate                        | Monza e Brianza | 35293       |
| Limido Comasco                  | Como            | 3793        |
| Limone sul Garda                | Brescia         | 1151        |
| Linarolo                        | Pavia           | 2754        |
| Lipomo                          | Como            | 5800        |
| Lirio                           | Pavia           | 136         |
| Liscate                         | Milano          | 4050        |
| Lissone                         | Monza e Brianza | 46820       |
| Livigno                         | Sondrio         | 5976        |
| Livo                            | Como            | 190         |
| Livraga                         | Lodi            | 2602        |
| Locate di Triulzi               | Milano          | 9655        |
| Locate Varesino                 | Como            | 4216        |
| Locatello                       | Bergamo         | 819         |
| Lodi                            | Lodi            | 45312       |
| Lodi Vecchio                    | Lodi            | 7356        |
| Lodrino                         | Brescia         | 1750        |
| Lograto                         | Brescia         | 3793        |
| Lomagna                         | Lecco           | 4899        |
| Lomazzo                         | Como            | 9194        |
| Lomello                         | Pavia           | 2295        |
| Lonate Ceppino                  | Varese          | 4860        |
| Lonate Pozzolo                  | Varese          | 11748       |
| Lonato del Garda                | Brescia         | 15559       |
| Longhena                        | Brescia         | 607         |
| Longone al Segrino              | Como            | 1780        |
| Losine                          | Brescia         | 591         |
| Lovere                          | Bergamo         | 5318        |
| Lovero                          | Sondrio         | 667         |
| Lozio                           | Brescia         | 418         |
| Lozza                           | Varese          | 1237        |
| Luino                           | Varese          | 14276       |
| Luisago                         | Como            | 2686        |
| Lumezzane                       | Brescia         | 21577       |
| Lungavilla                      | Pavia           | 2412        |
| Lurago d'Erba                   | Como            | 5335        |
| Lurago Marinone                 | Como            | 2456        |
| Lurano                          | Bergamo         | 2580        |
| Lurate Caccivio                 | Como            | 9922        |
| Luvinate                        | Varese          | 1309        |
| Luzzana                         | Bergamo         | 891         |
| Maccagno con Pino e Veddasca    | Varese          | 2444        |
| Maccastorna                     | Lodi            | 60          |
| Macherio                        | Monza e Brianza | 7130        |
| Maclodio                        | Brescia         | 1501        |
| Madesimo                        | Sondrio         | 540         |
| Madignano                       | Cremona         | 2931        |
| Madone                          | Bergamo         | 3943        |
| Magasa                          | Brescia         | 145         |
| Magenta                         | Milano          | 24602       |
| Magherno                        | Pavia           | 1690        |
| Magnacavallo                    | Mantova         | 1669        |
| Magnago                         | Milano          | 9085        |
| Magreglio                       | Como            | 645         |
| Mairago                         | Lodi            | 1397        |
| Mairano                         | Brescia         | 3329        |
| Malagnino                       | Cremona         | 1525        |
| Malegno                         | Brescia         | 2078        |
| Maleo                           | Lodi            | 3249        |
| Malgrate                        | Lecco           | 4216        |
| Malnate                         | Varese          | 16604       |
| Malonno                         | Brescia         | 3320        |
| Mandello del Lario              | Lecco           | 10578       |
| Manerba del Garda               | Brescia         | 4902        |
| Manerbio                        | Brescia         | 12869       |
| Mantello                        | Sondrio         | 732         |
| Mantova                         | Mantova         | 49529       |
| Mapello                         | Bergamo         | 6453        |
| Marcallo con Casone             | Milano          | 6032        |
| Marcaria                        | Mantova         | 6913        |
| Marcheno                        | Brescia         | 4359        |
| Marchirolo                      | Varese          | 3381        |
| Marcignago                      | Pavia           | 2440        |
| Margno                          | Lecco           | 375         |
| Mariana Mantovana               | Mantova         | 729         |
| Mariano Comense                 | Como            | 25269       |
| Marmentino                      | Brescia         | 676         |
| Marmirolo                       | Mantova         | 7759        |
| Marnate                         | Varese          | 7299        |
| Marone                          | Brescia         | 3293        |
| Martignana di Po                | Cremona         | 1893        |
| Martinengo                      | Bergamo         | 10088       |
| Marudo                          | Lodi            | 1568        |
| Marzano                         | Pavia           | 1559        |
| Marzio                          | Varese          | 303         |
| Masate                          | Milano          | 3312        |
| Masciago Primo                  | Varese          | 290         |
| Maslianico                      | Como            | 3305        |
| Massalengo                      | Lodi            | 4192        |
| Mazzano                         | Brescia         | 11487       |
| Mazzo di Valtellina             | Sondrio         | 1041        |
| Meda                            | Monza e Brianza | 23509       |
| Mede                            | Pavia           | 6912        |
| Mediglia                        | Milano          | 12080       |
| Medolago                        | Bergamo         | 2340        |
| Medole                          | Mantova         | 4038        |
| Melegnano                       | Milano          | 16774       |
| Meleti                          | Lodi            | 466         |
| Mello                           | Sondrio         | 1001        |
| Melzo                           | Milano          | 18203       |
| Menaggio                        | Como            | 3182        |
| Menconico                       | Pavia           | 378         |
| Merate                          | Lecco           | 14583       |
| Mercallo                        | Varese          | 1827        |
| Merlino                         | Lodi            | 1772        |
| Merone                          | Como            | 4155        |
| Mese                            | Sondrio         | 1747        |
| Mesenzana                       | Varese          | 1486        |
| Mesero                          | Milano          | 3909        |
| Mezzago                         | Monza e Brianza | 4106        |
| Mezzana Bigli                   | Pavia           | 1108        |
| Mezzana Rabattone               | Pavia           | 502         |
| Mezzanino                       | Pavia           | 1494        |
| Mezzoldo                        | Bergamo         | 193         |
| Milano                          | Milano          | 1369875     |
| Milzano                         | Brescia         | 1799        |
| Miradolo Terme                  | Pavia           | 3792        |
| Misano di Gera d'Adda           | Bergamo         | 2927        |
| Misinto                         | Monza e Brianza | 5195        |
| Missaglia                       | Lecco           | 8579        |
| Moggio                          | Lecco           | 503         |
| Moglia                          | Mantova         | 5923        |
| Moio de' Calvi                  | Bergamo         | 213         |
| Molteno                         | Lecco           | 3587        |
| Moltrasio                       | Como            | 1640        |
| Monasterolo del Castello        | Bergamo         | 1190        |
| Monguzzo                        | Como            | 2230        |
| Moniga del Garda                | Brescia         | 2436        |
| Monno                           | Brescia         | 564         |
| Montagna in Valtellina          | Sondrio         | 3031        |
| Montalto Pavese                 | Pavia           | 924         |
| Montanaso Lombardo              | Lodi            | 2231        |
| Montano Lucino                  | Como            | 4775        |
| Monte Cremasco                  | Cremona         | 2356        |
| Monte Isola                     | Brescia         | 1804        |
| Monte Marenzo                   | Lecco           | 1971        |
| Montebello della Battaglia      | Pavia           | 1689        |
| Montecalvo Versiggia            | Pavia           | 561         |
| Montegrino Valtravaglia         | Varese          | 1414        |
| Montello                        | Bergamo         | 3173        |
| Montemezzo                      | Como            | 261         |
| Montescano                      | Pavia           | 383         |
| Montesegale                     | Pavia           | 307         |
| Montevecchia                    | Lecco           | 2480        |
| Monticelli Brusati              | Brescia         | 4401        |
| Monticelli Pavese               | Pavia           | 711         |
| Monticello Brianza              | Lecco           | 4217        |
| Montichiari                     | Brescia         | 26442       |
| Montirone                       | Brescia         | 5044        |
| Montodine                       | Cremona         | 2606        |
| Montorfano                      | Como            | 2619        |
| Montù Beccaria                  | Pavia           | 1722        |
| Monvalle                        | Varese          | 1944        |
| Monza                           | Monza e Brianza | 123145      |
| Monzambano                      | Mantova         | 4837        |
| Morazzone                       | Varese          | 4303        |
| Morbegno                        | Sondrio         | 11786       |
| Morengo                         | Bergamo         | 2581        |
| Morimondo                       | Milano          | 1183        |
| Mornago                         | Varese          | 4834        |
| Mornico al Serio                | Bergamo         | 2890        |
| Mornico Losana                  | Pavia           | 721         |
| Mortara                         | Pavia           | 15156       |
| Morterone                       | Lecco           | 34          |
| Moscazzano                      | Cremona         | 822         |
| Motta Baluffi                   | Cremona         | 980         |
| Motta Visconti                  | Milano          | 7601        |
| Motteggiana                     | Mantova         | 2516        |
| Mozzanica                       | Bergamo         | 4574        |
| Mozzate                         | Como            | 8208        |
| Mozzo                           | Bergamo         | 7460        |
| Muggiò                          | Monza e Brianza | 23570       |
| Mulazzano                       | Lodi            | 5733        |
| Mura                            | Brescia         | 790         |
| Muscoline                       | Brescia         | 2547        |
| Musso                           | Como            | 1019        |
| Nave                            | Brescia         | 10957       |
| Nembro                          | Bergamo         | 11542       |
| Nerviano                        | Milano          | 17089       |
| Nesso                           | Como            | 1241        |
| Niardo                          | Brescia         | 1950        |
| Nibionno                        | Lecco           | 3630        |
| Nicorvo                         | Pavia           | 364         |
| Nosate                          | Milano          | 689         |
| Nova Milanese                   | Monza e Brianza | 23127       |
| Novate Mezzola                  | Sondrio         | 1814        |
| Novate Milanese                 | Milano          | 20245       |
| Novedrate                       | Como            | 2873        |
| Noviglio                        | Milano          | 4237        |
| Nuvolento                       | Brescia         | 4011        |
| Nuvolera                        | Brescia         | 4535        |
| Odolo                           | Brescia         | 2086        |
| Offanengo                       | Cremona         | 5869        |
| Offlaga                         | Brescia         | 4269        |
| Oggiona con Santo Stefano       | Varese          | 4295        |
| Oggiono                         | Lecco           | 8750        |
| Olevano di Lomellina            | Pavia           | 783         |
| Olgiate Comasco                 | Como            | 11401       |
| Olgiate Molgora                 | Lecco           | 6190        |
| Olgiate Olona                   | Varese          | 12215       |
| Olginate                        | Lecco           | 7102        |
| Oliva Gessi                     | Pavia           | 173         |
| Oliveto Lario                   | Lecco           | 1192        |
| Olmeneta                        | Cremona         | 967         |
| Olmo al Brembo                  | Bergamo         | 518         |
| Oltre il Colle                  | Bergamo         | 1058        |
| Oltressenda Alta                | Bergamo         | 174         |
| Oltrona di San Mamette          | Como            | 2289        |
| Ome                             | Brescia         | 3238        |
| Oneta                           | Bergamo         | 652         |
| Ono San Pietro                  | Brescia         | 1002        |
| Onore                           | Bergamo         | 846         |
| Opera                           | Milano          | 13226       |
| Origgio                         | Varese          | 7416        |
| Orino                           | Varese          | 840         |
| Orio al Serio                   | Bergamo         | 1733        |
| Orio Litta                      | Lodi            | 2023        |
| Ornago                          | Monza e Brianza | 4702        |
| Ornica                          | Bergamo         | 172         |
| Orsenigo                        | Como            | 2757        |
| Orzinuovi                       | Brescia         | 12343       |
| Orzivecchi                      | Brescia         | 2485        |
| Osio Sopra                      | Bergamo         | 5079        |
| Osio Sotto                      | Bergamo         | 12080       |
| Osnago                          | Lecco           | 4807        |
| Ospedaletto Lodigiano           | Lodi            | 1853        |
| Ospitaletto                     | Brescia         | 13579       |
| Ossago Lodigiano                | Lodi            | 1412        |
| Ossimo                          | Brescia         | 1442        |
| Ossona                          | Milano          | 4134        |
| Ostiano                         | Cremona         | 3020        |
| Ostiglia                        | Mantova         | 6940        |
| Ottobiano                       | Pavia           | 1181        |
| Ozzero                          | Milano          | 1467        |
| Padenghe sul Garda              | Brescia         | 4276        |
| Paderno d'Adda                  | Lecco           | 3881        |
| Paderno Dugnano                 | Milano          | 47551       |
| Paderno Franciacorta            | Brescia         | 3699        |
| Paderno Ponchielli              | Cremona         | 1480        |
| Pagazzano                       | Bergamo         | 2082        |
| Pagnona                         | Lecco           | 402         |
| Paisco Loveno                   | Brescia         | 198         |
| Paitone                         | Brescia         | 2091        |
| Paladina                        | Bergamo         | 3996        |
| Palazzago                       | Bergamo         | 4293        |
| Palazzo Pignano                 | Cremona         | 3848        |
| Palazzolo sull'Oglio            | Brescia         | 20367       |
| Palestro                        | Pavia           | 1885        |
| Palosco                         | Bergamo         | 5773        |
| Pancarana                       | Pavia           | 316         |
| Pandino                         | Cremona         | 8885        |
| Pantigliate                     | Milano          | 5841        |
| Parabiago                       | Milano          | 28192       |
| Paratico                        | Brescia         | 4464        |
| Parlasco                        | Lecco           | 141         |
| Parona                          | Pavia           | 1987        |
| Parre                           | Bergamo         | 2807        |
| Parzanica                       | Bergamo         | 373         |
| Paspardo                        | Brescia         | 646         |
| Passirano                       | Brescia         | 7114        |
| Pasturo                         | Lecco           | 1961        |
| Paullo                          | Milano          | 11014       |
| Pavia                           | Pavia           | 71516       |
| Pavone del Mella                | Brescia         | 2838        |
| Pedesina                        | Sondrio         | 30          |
| Pedrengo                        | Bergamo         | 5799        |
| Peglio                          | Como            | 185         |
| Pegognaga                       | Mantova         | 7244        |
| Peia                            | Bergamo         | 1864        |
| Perledo                         | Lecco           | 1025        |
| Pero                            | Milano          | 10291       |
| Persico Dosimo                  | Cremona         | 3372        |
| Pertica Alta                    | Brescia         | 599         |
| Pertica Bassa                   | Brescia         | 686         |
| Pescarolo ed Uniti              | Cremona         | 1608        |
| Pescate                         | Lecco           | 2188        |
| Peschiera Borromeo              | Milano          | 24418       |
| Pessano con Bornago             | Milano          | 9064        |
| Pessina Cremonese               | Cremona         | 673         |
| Pezzaze                         | Brescia         | 1586        |
| Piadena Drizzona                | Cremona         | 4 132       |
| Pian Camuno                     | Brescia         | 4400        |
| Piancogno                       | Brescia         | 4679        |
| Pianello del Lario              | Como            | 1041        |
| Pianengo                        | Cremona         | 2561        |
| Pianico                         | Bergamo         | 1512        |
| Piantedo                        | Sondrio         | 1321        |
| Piario                          | Bergamo         | 1109        |
| Piateda                         | Sondrio         | 2309        |
| Piazza Brembana                 | Bergamo         | 1235        |
| Piazzatorre                     | Bergamo         | 437         |
| Piazzolo                        | Bergamo         | 84          |
| Pieranica                       | Cremona         | 1152        |
| Pietra de' Giorgi               | Pavia           | 915         |
| Pieve Albignola                 | Pavia           | 916         |
| Pieve del Cairo                 | Pavia           | 2108        |
| Pieve d'Olmi                    | Cremona         | 1295        |
| Pieve Emanuele                  | Milano          | 14868       |
| Pieve Fissiraga                 | Lodi            | 1604        |
| Pieve Porto Morone              | Pavia           | 2788        |
| Pieve San Giacomo               | Cremona         | 1624        |
| Pigra                           | Como            | 266         |
| Pinarolo Po                     | Pavia           | 1702        |
| Pioltello                       | Milano          | 36195       |
| Pisogne                         | Brescia         | 8112        |
| Piubega                         | Mantova         | 1768        |
| Piuro                           | Sondrio         | 1950        |
| Pizzale                         | Pavia           | 722         |
| Pizzighettone                   | Cremona         | 6703        |
| Plesio                          | Como            | 842         |
| Poggio Rusco                    | Mantova         | 6521        |
| Poggiridenti                    | Sondrio         | 1865        |
| Pogliano Milanese               | Milano          | 8141        |
| Pognana Lario                   | Como            | 764         |
| Pognano                         | Bergamo         | 1581        |
| Polaveno                        | Brescia         | 2661        |
| Polpenazze del Garda            | Brescia         | 2468        |
| Pompiano                        | Brescia         | 3893        |
| Pomponesco                      | Mantova         | 1763        |
| Poncarale                       | Brescia         | 5219        |
| Ponna                           | Como            | 267         |
| Ponte di Legno                  | Brescia         | 1754        |
| Ponte in Valtellina             | Sondrio         | 2304        |
| Ponte Lambro                    | Como            | 4345        |
| Ponte Nizza                     | Pavia           | 811         |
| Ponte Nossa                     | Bergamo         | 1913        |
| Ponte San Pietro                | Bergamo         | 11273       |
| Ponteranica                     | Bergamo         | 6788        |
| Pontevico                       | Brescia         | 7121        |
| Ponti sul Mincio                | Mantova         | 2272        |
| Pontida                         | Bergamo         | 3210        |
| Pontirolo Nuovo                 | Bergamo         | 4993        |
| Pontoglio                       | Brescia         | 6894        |
| Porlezza                        | Como            | 4661        |
| Portalbera                      | Pavia           | 1551        |
| Porto Ceresio                   | Varese          | 3001        |
| Porto Mantovano                 | Mantova         | 15918       |
| Porto Valtravaglia              | Varese          | 2348        |
| Postalesio                      | Sondrio         | 659         |
| Pozzaglio ed Uniti              | Cremona         | 1471        |
| Pozzo d'Adda                    | Milano          | 5667        |
| Pozzolengo                      | Brescia         | 3438        |
| Pozzuolo Martesana              | Milano          | 7983        |
| Pradalunga                      | Bergamo         | 4636        |
| Pralboino                       | Brescia         | 2912        |
| Prata Camportaccio              | Sondrio         | 2921        |
| Predore                         | Bergamo         | 1859        |
| Pregnana Milanese               | Milano          | 6867        |
| Premana                         | Lecco           | 2288        |
| Premolo                         | Bergamo         | 1171        |
| Preseglie                       | Brescia         | 1577        |
| Presezzo                        | Bergamo         | 4934        |
| Prevalle                        | Brescia         | 6816        |
| Primaluna                       | Lecco           | 2187        |
| Proserpio                       | Como            | 892         |
| Provaglio d'Iseo                | Brescia         | 7136        |
| Provaglio Val Sabbia            | Brescia         | 966         |
| Puegnago del Garda              | Brescia         | 3263        |
| Pumenengo                       | Bergamo         | 1695        |
| Pusiano                         | Como            | 1327        |
| Quingentole                     | Mantova         | 1194        |
| Quintano                        | Cremona         | 910         |
| Quinzano d'Oglio                | Brescia         | 6390        |
| Quistello                       | Mantova         | 5722        |
| Rancio Valcuvia                 | Varese          | 935         |
| Ranco                           | Varese          | 1326        |
| Ranica                          | Bergamo         | 5986        |
| Ranzanico                       | Bergamo         | 1261        |
| Rasura                          | Sondrio         | 292         |
| Rea                             | Pavia           | 432         |
| Redavalle                       | Pavia           | 1056        |
| Redondesco                      | Mantova         | 1335        |
| Remedello                       | Brescia         | 3387        |
| Renate                          | Monza e Brianza | 4177        |
| Rescaldina                      | Milano          | 13920       |
| Retorbido                       | Pavia           | 1506        |
| Rezzago                         | Como            | 317         |
| Rezzato                         | Brescia         | 12933       |
| Rho                             | Milano          | 50818       |
| Ricengo                         | Cremona         | 1770        |
| Ripalta Arpina                  | Cremona         | 1055        |
| Ripalta Cremasca                | Cremona         | 3394        |
| Ripalta Guerina                 | Cremona         | 535         |
| Riva di Solto                   | Bergamo         | 862         |
| Rivanazzano Terme               | Pavia           | 5186        |
| Rivarolo del Re ed Uniti        | Cremona         | 2077        |
| Rivarolo Mantovano              | Mantova         | 2608        |
| Rivolta d'Adda                  | Cremona         | 7918        |
| Robbiate                        | Lecco           | 6101        |
| Robbio                          | Pavia           | 6164        |
| Robecchetto con Induno          | Milano          | 4869        |
| Robecco d'Oglio                 | Cremona         | 2438        |
| Robecco Pavese                  | Pavia           | 569         |
| Robecco sul Naviglio            | Milano          | 6842        |
| Rocca de' Giorgi                | Pavia           | 79          |
| Rocca Susella                   | Pavia           | 234         |
| Roccafranca                     | Brescia         | 4767        |
| Rodano                          | Milano          | 4526        |
| Rodengo-Saiano                  | Brescia         | 8795        |
| Rodero                          | Como            | 1210        |
| Rodigo                          | Mantova         | 5360        |
| Roè Volciano                    | Brescia         | 4465        |
| Rogeno                          | Lecco           | 3197        |
| Rognano                         | Pavia           | 619         |
| Rogno                           | Bergamo         | 3888        |
| Rogolo                          | Sondrio         | 564         |
| Romagnese                       | Pavia           | 744         |
| Romanengo                       | Cremona         | 3021        |
| Romano di Lombardia             | Bergamo         | 18784       |
| Roncadelle                      | Brescia         | 9265        |
| Roncaro                         | Pavia           | 1385        |
| Roncello                        | Monza e Brianza | 3925        |
| Ronco Briantino                 | Monza e Brianza | 3389        |
| Roncobello                      | Bergamo         | 429         |
| Roncoferraro                    | Mantova         | 7201        |
| Roncola                         | Bergamo         | 739         |
| Rosasco                         | Pavia           | 638         |
| Rosate                          | Milano          | 5395        |
| Rota d'Imagna                   | Bergamo         | 926         |
| Rovato                          | Brescia         | 17562       |
| Rovellasca                      | Como            | 7565        |
| Rovello Porro                   | Como            | 6035        |
| Roverbella                      | Mantova         | 8500        |
| Rovescala                       | Pavia           | 917         |
| Rovetta                         | Bergamo         | 3953        |
| Rozzano                         | Milano          | 41229       |
| Rudiano                         | Brescia         | 5699        |
| Sabbio Chiese                   | Brescia         | 3831        |
| Sabbioneta                      | Mantova         | 4313        |
| Sala Comacina                   | Como            | 614         |
| Sale Marasino                   | Brescia         | 3370        |
| Salerano sul Lambro             | Lodi            | 2653        |
| Salò                            | Brescia         | 10350       |
| Saltrio                         | Varese          | 3013        |
| Salvirola                       | Cremona         | 1169        |
| Samarate                        | Varese          | 16168       |
| Samolaco                        | Sondrio         | 2884        |
| San Bartolomeo Val Cavargna     | Como            | 1041        |
| San Bassano                     | Cremona         | 2207        |
| San Benedetto Po                | Mantova         | 7724        |
| San Cipriano Po                 | Pavia           | 516         |
| San Colombano al Lambro         | Milano          | 7336        |
| San Damiano al Colle            | Pavia           | 719         |
| San Daniele Po                  | Cremona         | 1419        |
| San Donato Milanese             | Milano          | 32295       |
| San Felice del Benaco           | Brescia         | 3403        |
| San Fermo della Battaglia       | Como            | 4466        |
| San Fiorano                     | Lodi            | 1804        |
| San Genesio ed Uniti            | Pavia           | 3788        |
| San Gervasio Bresciano          | Brescia         | 2469        |
| San Giacomo delle Segnate       | Mantova         | 1779        |
| San Giacomo Filippo             | Sondrio         | 395         |
| San Giorgio Bigarello           | Mantova         | 11 481      |
| San Giorgio di Lomellina        | Pavia           | 1155        |
| San Giorgio su Legnano          | Milano          | 6730        |
| San Giovanni Bianco             | Bergamo         | 5071        |
| San Giovanni del Dosso          | Mantova         | 1298        |
| San Giovanni in Croce           | Cremona         | 1875        |
| San Giuliano Milanese           | Milano          | 39542       |
| San Martino dall'Argine         | Mantova         | 1811        |
| San Martino del Lago            | Cremona         | 473         |
| San Martino in Strada           | Lodi            | 3624        |
| San Martino Siccomario          | Pavia           | 5738        |
| San Nazzaro Val Cavargna        | Como            | 338         |
| San Paolo                       | Brescia         | 4504        |
| San Paolo d'Argon               | Bergamo         | 5386        |
| San Pellegrino Terme            | Bergamo         | 4950        |
| San Rocco al Porto              | Lodi            | 3464        |
| San Siro                        | Como            | 1758        |
| San Vittore Olona               | Milano          | 8254        |
| San Zeno Naviglio               | Brescia         | 4601        |
| San Zenone al Lambro            | Milano          | 4186        |
| San Zenone al Po                | Pavia           | 598         |
| Sangiano                        | Varese          | 1536        |
| Sannazzaro de' Burgondi         | Pavia           | 5644        |
| Santa Brigida                   | Bergamo         | 597         |
| Santa Cristina e Bissone        | Pavia           | 2028        |
| Santa Giuletta                  | Pavia           | 1685        |
| Santa Margherita di Staffora    | Pavia           | 513         |
| Santa Maria della Versa         | Pavia           | 2476        |
| Santa Maria Hoè                 | Lecco           | 2207        |
| Sant'Alessio con Vialone        | Pavia           | 840         |
| Sant'Angelo Lodigiano           | Lodi            | 12665       |
| Sant'Angelo Lomellina           | Pavia           | 864         |
| Santo Stefano Lodigiano         | Lodi            | 1902        |
| Santo Stefano Ticino            | Milano          | 4801        |
| Sant'Omobono Terme              | Bergamo         | 3893        |
| Sarezzo                         | Brescia         | 13469       |
| Sarnico                         | Bergamo         | 6390        |
| Saronno                         | Varese          | 38696       |
| Sartirana Lomellina             | Pavia           | 1760        |
| Saviore dell'Adamello           | Brescia         | 992         |
| Scaldasole                      | Pavia           | 967         |
| Scandolara Ravara               | Cremona         | 1466        |
| Scandolara Ripa d'Oglio         | Cremona         | 623         |
| Scanzorosciate                  | Bergamo         | 9835        |
| Schignano                       | Como            | 874         |
| Schilpario                      | Bergamo         | 1250        |
| Schivenoglia                    | Mantova         | 1240        |
| Secugnago                       | Lodi            | 1984        |
| Sedriano                        | Milano          | 11270       |
| Sedrina                         | Bergamo         | 2507        |
| Segrate                         | Milano          | 37000       |
| Sellero                         | Brescia         | 1506        |
| Selvino                         | Bergamo         | 1991        |
| Semiana                         | Pavia           | 257         |
| Senago                          | Milano          | 21541       |
| Seniga                          | Brescia         | 1581        |
| Senna Comasco                   | Como            | 3171        |
| Senna Lodigiana                 | Lodi            | 1997        |
| Seregno                         | Monza e Brianza | 45026       |
| Sergnano                        | Cremona         | 3631        |
| Seriate                         | Bergamo         | 25597       |
| Serina                          | Bergamo         | 2165        |
| Serle                           | Brescia         | 3092        |
| Sermide e Felonica              | Mantova         | 7726        |
| Sernio                          | Sondrio         | 500         |
| Serravalle a Po                 | Mantova         | 1593        |
| Sesto Calende                   | Varese          | 10819       |
| Sesto ed Uniti                  | Cremona         | 3075        |
| Sesto San Giovanni              | Milano          | 78291       |
| Settala                         | Milano          | 7328        |
| Settimo Milanese                | Milano          | 19916       |
| Seveso                          | Monza e Brianza | 23988       |
| Silvano Pietra                  | Pavia           | 680         |
| Sirmione                        | Brescia         | 7438        |
| Sirone                          | Lecco           | 2391        |
| Sirtori                         | Lecco           | 2920        |
| Siziano                         | Pavia           | 5807        |
| Soiano del Lago                 | Brescia         | 1785        |
| Solaro                          | Milano          | 13890       |
| Solarolo Rainerio               | Cremona         | 1007        |
| Solbiate Arno                   | Varese          | 4274        |
| Solbiate con Cagno              | Como            | 4 588       |
| Solbiate Olona                  | Varese          | 5579        |
| Solferino                       | Mantova         | 2531        |
| Solto Collina                   | Bergamo         | 1735        |
| Solza                           | Bergamo         | 1961        |
| Somaglia                        | Lodi            | 3661        |
| Somma Lombardo                  | Varese          | 16905       |
| Sommo                           | Pavia           | 1146        |
| Soncino                         | Cremona         | 7699        |
| Sondalo                         | Sondrio         | 4237        |
| Sondrio                         | Sondrio         | 21348       |
| Songavazzo                      | Bergamo         | 702         |
| Sonico                          | Brescia         | 1270        |
| Sordio                          | Lodi            | 3149        |
| Soresina                        | Cremona         | 8995        |
| Sorico                          | Como            | 1234        |
| Sorisole                        | Bergamo         | 9097        |
| Sormano                         | Como            | 633         |
| Sospiro                         | Cremona         | 3236        |
| Sotto il Monte Giovanni XXIII   | Bergamo         | 4291        |
| Sovere                          | Bergamo         | 5509        |
| Sovico                          | Monza e Brianza | 8069        |
| Spessa                          | Pavia           | 602         |
| Spinadesco                      | Cremona         | 1575        |
| Spineda                         | Cremona         | 633         |
| Spino d'Adda                    | Cremona         | 6851        |
| Spinone al Lago                 | Bergamo         | 1038        |
| Spirano                         | Bergamo         | 5639        |
| Spriana                         | Sondrio         | 101         |
| Stagno Lombardo                 | Cremona         | 1570        |
| Stazzona                        | Como            | 634         |
| Stezzano                        | Bergamo         | 12623       |
| Stradella                       | Pavia           | 11639       |
| Strozza                         | Bergamo         | 1066        |
| Suardi                          | Pavia           | 651         |
| Sueglio                         | Lecco           | 147         |
| Suello                          | Lecco           | 1686        |
| Suisio                          | Bergamo         | 3873        |
| Sulbiate                        | Monza e Brianza | 4067        |
| Sulzano                         | Brescia         | 1892        |
| Sumirago                        | Varese          | 6254        |
| Sustinente                      | Mantova         | 2240        |
| Suzzara                         | Mantova         | 21133       |
| Taceno                          | Lecco           | 541         |
| Taino                           | Varese          | 3762        |
| Talamona                        | Sondrio         | 4768        |
| Taleggio                        | Bergamo         | 603         |
| Tartano                         | Sondrio         | 190         |
| Tavazzano con Villavesco        | Lodi            | 6099        |
| Tavernerio                      | Como            | 5705        |
| Tavernola Bergamasca            | Bergamo         | 2140        |
| Tavernole sul Mella             | Brescia         | 1359        |
| Teglio                          | Sondrio         | 4654        |
| Telgate                         | Bergamo         | 4857        |
| Temù                            | Brescia         | 1083        |
| Ternate                         | Varese          | 2474        |
| Terno d'Isola                   | Bergamo         | 7665        |
| Terranova dei Passerini         | Lodi            | 906         |
| Ticengo                         | Cremona         | 448         |
| Tignale                         | Brescia         | 1298        |
| Tirano                          | Sondrio         | 9073        |
| Torbole Casaglia                | Brescia         | 6370        |
| Torlino Vimercati               | Cremona         | 449         |
| Tornata                         | Cremona         | 491         |
| Torno                           | Como            | 1203        |
| Torrazza Coste                  | Pavia           | 1693        |
| Torre Beretti e Castellaro      | Pavia           | 588         |
| Torre Boldone                   | Bergamo         | 8333        |
| Torre d'Arese                   | Pavia           | 977         |
| Torre de' Busi                  | Bergamo         | 2007        |
| Torre de' Negri                 | Pavia           | 347         |
| Torre de' Picenardi             | Cremona         | 2 249       |
| Torre de' Roveri                | Bergamo         | 2310        |
| Torre di Santa Maria            | Sondrio         | 824         |
| Torre d'Isola                   | Pavia           | 2395        |
| Torre Pallavicina               | Bergamo         | 1114        |
| Torrevecchia Pia                | Pavia           | 3427        |
| Torricella del Pizzo            | Cremona         | 678         |
| Torricella Verzate              | Pavia           | 837         |
| Toscolano Maderno               | Brescia         | 7994        |
| Tovo di Sant'Agata              | Sondrio         | 624         |
| Tradate                         | Varese          | 17729       |
| Traona                          | Sondrio         | 2536        |
| Travacò Siccomario              | Pavia           | 4361        |
| Travagliato                     | Brescia         | 13447       |
| Travedona Monate                | Varese          | 4022        |
| Tremezzina                      | Como            | 3820        |
| Tremosine sul Garda             | Brescia         | 2125        |
| Trenzano                        | Brescia         | 5480        |
| Trescore Balneario              | Bergamo         | 9427        |
| Trescore Cremasco               | Cremona         | 2882        |
| Tresivio                        | Sondrio         | 2002        |
| Treviglio                       | Bergamo         | 31330       |
| Treviolo                        | Bergamo         | 10302       |
| Treviso Bresciano               | Brescia         | 566         |
| Trezzano Rosa                   | Milano          | 4861        |
| Trezzano sul Naviglio           | Milano          | 21532       |
| Trezzo sull'Adda                | Milano          | 11883       |
| Trezzone                        | Como            | 237         |
| Tribiano                        | Milano          | 3312        |
| Trigolo                         | Cremona         | 1760        |
| Triuggio                        | Monza e Brianza | 8546        |
| Trivolzio                       | Pavia           | 2036        |
| Tromello                        | Pavia           | 3828        |
| Tronzano Lago Maggiore          | Varese          | 254         |
| Trovo                           | Pavia           | 1023        |
| Truccazzano                     | Milano          | 5968        |
| Turano Lodigiano                | Lodi            | 1538        |
| Turate                          | Como            | 8973        |
| Turbigo                         | Milano          | 7389        |
| Ubiale Clanezzo                 | Bergamo         | 1399        |
| Uboldo                          | Varese          | 10446       |
| Uggiate con Ronago              | Como            | 6560        |
| Urago d'Oglio                   | Brescia         | 3877        |
| Urgnano                         | Bergamo         | 9549        |
| Usmate Velate                   | Monza e Brianza | 10033       |
| Vaiano Cremasco                 | Cremona         | 3869        |
| Vailate                         | Cremona         | 4460        |
| Val Brembilla                   | Bergamo         | 4522        |
| Val di Nizza                    | Pavia           | 655         |
| Val Masino                      | Sondrio         | 939         |
| Val Rezzo                       | Como            | 179         |
| Valbondione                     | Bergamo         | 1085        |
| Valbrembo                       | Bergamo         | 3886        |
| Valbrona                        | Como            | 2656        |
| Valdidentro                     | Sondrio         | 4045        |
| Valdisotto                      | Sondrio         | 3533        |
| Valeggio                        | Pavia           | 236         |
| Valera Fratta                   | Lodi            | 1669        |
| Valfurva                        | Sondrio         | 2703        |
| Valganna                        | Varese          | 1584        |
| Valgoglio                       | Bergamo         | 607         |
| Valgreghentino                  | Lecco           | 3410        |
| Valle Lomellina                 | Pavia           | 2153        |
| Valle Salimbene                 | Pavia           | 1537        |
| Valleve                         | Bergamo         | 136         |
| Vallio Terme                    | Brescia         | 1372        |
| Valmadrera                      | Lecco           | 11612       |
| Valmorea                        | Como            | 2656        |
| Valnegra                        | Bergamo         | 207         |
| Valsolda                        | Como            | 1647        |
| Valtorta                        | Bergamo         | 292         |
| Valvarrone                      | Lecco           | 615         |
| Valvestino                      | Brescia         | 212         |
| Vanzaghello                     | Milano          | 5344        |
| Vanzago                         | Milano          | 8914        |
| Vaprio d'Adda                   | Milano          | 8126        |
| Varano Borghi                   | Varese          | 2418        |
| Varedo                          | Monza e Brianza | 12773       |
| Varenna                         | Lecco           | 765         |
| Varese                          | Varese          | 78994       |
| Varzi                           | Pavia           | 3405        |
| Vedano al Lambro                | Monza e Brianza | 7426        |
| Vedano Olona                    | Varese          | 7301        |
| Vedeseta                        | Bergamo         | 210         |
| Veduggio con Colzano            | Monza e Brianza | 4434        |
| Veleso                          | Como            | 274         |
| Velezzo Lomellina               | Pavia           | 101         |
| Vellezzo Bellini                | Pavia           | 3066        |
| Venegono Inferiore              | Varese          | 6238        |
| Venegono Superiore              | Varese          | 7180        |
| Veniano                         | Como            | 2887        |
| Verano Brianza                  | Monza e Brianza | 9275        |
| Vercana                         | Como            | 751         |
| Verceia                         | Sondrio         | 1093        |
| Vercurago                       | Lecco           | 2833        |
| Verdellino                      | Bergamo         | 7654        |
| Verdello                        | Bergamo         | 7748        |
| Verderio                        | Lecco           | 5659        |
| Vergiate                        | Varese          | 8967        |
| Vermezzo con Zelo               | Milano          | 5 306       |
| Vernate                         | Milano          | 3181        |
| Verolanuova                     | Brescia         | 8133        |
| Verolavecchia                   | Brescia         | 3875        |
| Verretto                        | Pavia           | 386         |
| Verrua Po                       | Pavia           | 1319        |
| Vertemate con Minoprio          | Como            | 3982        |
| Vertova                         | Bergamo         | 4844        |
| Vervio                          | Sondrio         | 209         |
| Vescovato                       | Cremona         | 3991        |
| Vestone                         | Brescia         | 4461        |
| Vezza d'Oglio                   | Brescia         | 1476        |
| Viadana                         | Mantova         | 19759       |
| Viadanica                       | Bergamo         | 1084        |
| Vidigulfo                       | Pavia           | 5933        |
| Viganò                          | Lecco           | 2012        |
| Vigano San Martino              | Bergamo         | 1252        |
| Vigevano                        | Pavia           | 62847       |
| Viggiù                          | Varese          | 5207        |
| Vignate                         | Milano          | 9053        |
| Vigolo                          | Bergamo         | 607         |
| Villa Biscossi                  | Pavia           | 75          |
| Villa Carcina                   | Brescia         | 10755       |
| Villa Cortese                   | Milano          | 6150        |
| Villa d'Adda                    | Bergamo         | 4735        |
| Villa d'Almè                    | Bergamo         | 6811        |
| Villa di Chiavenna              | Sondrio         | 1030        |
| Villa di Serio                  | Bergamo         | 6620        |
| Villa di Tirano                 | Sondrio         | 2957        |
| Villa d'Ogna                    | Bergamo         | 1971        |
| Villa Guardia                   | Como            | 7793        |
| Villachiara                     | Brescia         | 1432        |
| Villanova d'Ardenghi            | Pavia           | 770         |
| Villanova del Sillaro           | Lodi            | 1732        |
| Villanterio                     | Pavia           | 3153        |
| Villanuova sul Clisi            | Brescia         | 5661        |
| Villasanta                      | Monza e Brianza | 13619       |
| Villimpenta                     | Mantova         | 2205        |
| Villongo                        | Bergamo         | 7619        |
| Vilminore di Scalve             | Bergamo         | 1491        |
| Vimercate                       | Monza e Brianza | 26268       |
| Vimodrone                       | Milano          | 16426       |
| Vione                           | Brescia         | 723         |
| Visano                          | Brescia         | 1933        |
| Vistarino                       | Pavia           | 1546        |
| Vittuone                        | Milano          | 8949        |
| Vizzola Ticino                  | Varese          | 576         |
| Vizzolo Predabissi              | Milano          | 4045        |
| Vobarno                         | Brescia         | 8150        |
| Voghera                         | Pavia           | 39512       |
| Volongo                         | Cremona         | 578         |
| Volpara                         | Pavia           | 133         |
| Volta Mantovana                 | Mantova         | 7298        |
| Voltido                         | Cremona         | 405         |
| Zandobbio                       | Bergamo         | 2720        |
| Zanica                          | Bergamo         | 8193        |
| Zavattarello                    | Pavia           | 1036        |
| Zeccone                         | Pavia           | 1696        |
| Zelbio                          | Como            | 220         |
| Zelo Buon Persico               | Lodi            | 6872        |
| Zeme                            | Pavia           | 1082        |
| Zenevredo                       | Pavia           | 478         |
| Zerbo                           | Pavia           | 445         |
| Zerbolò                         | Pavia           | 1653        |
| Zibido San Giacomo              | Milano          | 6552        |
| Zinasco                         | Pavia           | 3223        |
| Zogno                           | Bergamo         | 9054        |
| Zone                            | Brescia         | 1091        |

## Modifiche recenti
Con L.R. n. 29 del 29 novembre 2002 è stato istituito, a decorrere dal 1º gennaio 2003, il comune di San Siro, mediante fusione dei comuni di Sant'Abbondio e Santa Maria Rezzonico.
Con L.R. n. 13 del 22 maggio 2004 è stato istituito, a decorrere dall'8 giugno 2004, il comune di Baranzate, mediante distacco di territorio dal comune di Bollate.
Con L. n. 146 dell'11 giugno 2004 è stata istituita, a decorrere dal 30 giugno 2009, la provincia di Monza e della Brianza, mediante scorporo di territorio dalla provincia di Milano. Agli originari comuni della provincia si sono aggiunti, dal 18 dicembre 2009 (L. n. 183 del 9 dicembre 2009), i comuni di Busnago, Caponago, Cornate d'Adda, Lentate sul Seveso e Roncello.
Sono stati successivamente istituiti, mediante fusione, i seguenti comuni:
- Gravedona ed Uniti (11/2/2011), da Gravedona, Germasino e Consiglio di Rumo
- Borgo Virgilio (4/2/2014), da Borgoforte (3.487 ab.) e Virgilio (10.913 ab.);
- Cadrezzate con Osmate (15/2/2019), da Cadrezzate (1.842 ab.) e Osmate (817 ab.);
- Colverde (4/2/2014), da Drezzo (1.231 ab.), Gironico (2.255 ab.) e Parè (1.748 ab.);
- Cornale e Bastida (4/2/2014), da Cornale (723 ab.) e Bastida de' Dossi (172 ab.);
- Maccagno con Pino e Veddasca (4/2/2014), da Maccagno (1.984 ab.), Pino sulla Sponda del Lago Maggiore (210 ab.) e Veddasca (250 ab.);
- Val Brembilla (4/2/2014), da Brembilla (4.150 ab.) e Gerosa (372 ab.);
- Verderio (4/2/2014), da Verderio Inferiore (2.952 ab.) e Verderio Superiore (2.707 ab.).
- Tremezzina (4/2/2014), da Lenno (1.833 ab.), Mezzegra (1.014 ab.), Ossuccio (973 ab.) e Tremezzo (1.258 ab.);
- La Valletta Brianza (30/1/2015), da Perego (1.765 ab.) e Rovagnate (2.911 ab.);
- Corteolona e Genzone (1°/1/2016), da Corteolona (2.132 ab.) e Genzone (358 ab.);
- Alta Valle Intelvi (1°/1/2017), da Lanzo d'Intelvi (1.420 ab.), Pellio Intelvi (1.004 ab.) e Ramponio Verna (411 ab.);
- Borgo Mantovano (1°/1/2018), da Pieve di Coriano (1.041 ab.), Revere (2.545 ab.) e Villa Poma (2.033 ab.);
- Castelgerundo (1°/1/2018), da Camairago (667 ab.) e Cavacurta (853 ab.);
- Centro Valle Intelvi (1°/1/2018), da Casasco d'Intelvi (418 ab.), Castiglione d'Intelvi (1.057 ab.) e San Fedele Intelvi (1.752 ab.);
- Valvarrone (1°/01/2018), da Introzzo (122 ab.), Tremenico (186 ab.) e Vestreno (307 ab.);
- Borgocarbonara (1°/1/2019), da Borgofranco sul Po e Carbonara di Po
- Colli Verdi (1°/1/2019), da Canevino, Ruino e Valverde
- Piadena Drizzona (1°/1/2019), da Drizzona e Piadena
- Solbiate con Cagno (1°/1/2019) da Cagno e Solbiate
- Vermezzo con Zelo (8/2/2019) da Vermezzo e Zelo Surrigone
- Bardello con Malgesso e Bregano (1°/1/2023) da Bardello, Bregano e Malgesso

In due casi il nuovo comune ha mantenuto il nome di uno di quelli soppressi (non si tratta dunque di incorporazione ma fusione ordinaria):
- Bellagio da fusione con Civenna (dal 4/2/2014)
- Sant'Omobono Terme da fusione con Valsecca (dal 4/2/2014)

Sono state 8 le fusioni per incorporazione, che hanno pertanto comportato la soppressione del solo comune incorporato, e in due casi si è verificato anche un mutamento di denominazione del comune incorporante:
- Gordona ha incorporato Menarola (dal 25/11/2015)
- Bienno ha incorporato Prestine (dal 23/4/2016)
- San Fermo della Battaglia ha incorporato Cavallasca (dal 1/1/2017)
- Sermide ha incorporato Felonica e contestualmente mutato denominazione in Sermide e Felonica (dal 1/3/2017)
- Torre de' Picenardi ha incorporato Ca' d'Andrea (dal 1/1/2019)
- San Giorgio di Mantova ha incorporato Bigarello e contestualmente mutato denominazione in San Giorgio Bigarello (dal 1/1/2019)
- Bellano ha incorporato Vendrogno (dal 1/1/2020)
- Campospinoso ha incorporato Albaredo Arnaboldi e contestualmente mutato denominazione in Campospinoso Albaredo (dal 18/11/2023)

Si sono altresì verificati altri quattro mutamenti nella denominazione del comune
- Lonato ha mutato denominazione in Lonato del Garda (dal 2/11/2007)
- Rivanazzano ha mutato denominazione in Rivanazzano Terme (dal 30/7/2009)
- Godiasco ha mutato denominazione in Godiasco Salice Terme (dal 19/6/2012)
- Tremosine ha mutato denominazione in Tremosine sul Garda (dal 12/11/2013)

Con L. n. 225 del 29 dicembre 2017 il comune di Torre de' Busi è passato, con decorrenza 27 gennaio 2018, dalla provincia di Lecco a quella di Bergamo